# Petrus Pachius
Petrus Pachius, auch Paschius (* 1579 in Kolberg; † 1641 oder 1642 in Stockholm) war ein deutscher evangelischer Geistlicher, Lehrer und Dichter.
Petrus Pachius war ein Sohn von David Pachius aus dem Brandenburgischen, der am 21. Mai 1600 in Kolberg verstarb. Seine Mutter Anna († 1617) war eine Tochter von Augustus Canobius.
Pachius studierte wohl an der Universität Greifswald oder an der Universität Wittenberg. 1606 heiratete er eine Tochter des Kolberger Bürgers Michael Schwantes, mit der er sechs Töchter hatte. 1614 wurde er Konrektor der Großen Ratsschule in Kolberg. Ferner verwaltete er drei Jahre lang das Pfarramt an der Kolberger Heiliggeistkirche.
Im Jahre 1629 verließ er mit seiner Familie aus unbekannten Gründen Kolberg und ging nach Stockholm. Hier wurde er Leiter einer Privatschule, also einer der Schulen, die von den Lehrern der öffentlichen deutschen Schule als „Winkelschulen“ bekämpft wurden.
Pachius veröffentlichte lateinische und deutsche Gedichte, die er mit einer Werknummer (von 1 bis 120) versah und von 1629 bis 1643 gesammelt herausgab. Ferner veröffentlichte er 1638 ein deutschsprachiges Weihnachtsspiel. Dieses Weihnachtsspiel wurde von Ericus Kolmodinus ins Schwedische übersetzt, um einen 6. Akt ergänzt und 1659 – ohne Hinweis auf die deutschsprachige Ausgangsfassung von Pachius – veröffentlicht.